# Surf's Up (film)
 For alternative betydninger, se Surf's Up. (Se også artikler, som begynder med Surf's Up)
Surf's Up er en amerikansk Oscar-nomineret computeranimationsfilm og mockumentary. 

## Handling
Den unge pingvin surfer, ved navn Cody Maverick fra Frøsericia i Antarktis, drømmer om at blive så god en surfer, som sit idol Big Z. Under hele filmen skal det forestille en dokumentar, der følger Cody i noget tid. En dag får han endelig chancen for at komme til "Big Z Memorial Surf Off" på Pen-Gu Island. Han bliver fundet af den stressede talentspejder Mikey, der sejler på en hval. Cody når at komme op på hvalen og der møder han Chicken Joe, som straks bliver hans ven. På øen finder Cody ud af at Z døde engang i en surfulykke, og at surferen Tank Evans overtog hans plads som mester. Og nu vil Cody surfe mod ham og vinde. Cody får også mange andre venner, bl.a. hunpingvinen Lani og Fesser der har en stor hemmelighed. 

## Medvirkende
| Rolle           | Original sprog  | Dansk sprog             |
| --------------- | --------------- | ----------------------- |
| Cody Maverick   | Shia LaBeouf    | Niclas Mortensen        |
| Big Z           | Jeff Bridges    | Jens Zacho Böye         |
| Lani            | Zooey Deschanel | Signe Egholm Olsen      |
| Chicken Joe     | Jon Heder       | Nikolaj Lie Kaas        |
| Mikey           | Mario Cantone   | Henrik Koefoed          |
| Reggie          | James Woods     | Peter Zhelder           |
| Tank Evans      | Diedrich Bader  | Mads M. Nielsen         |
| Edna Maverick   | Dana Belben     | Michelle Bjørn-Andersen |
| Glen Maverick   | Brian Posehn    | Tom Jensen              |
| SPEN journalist | Sal Masekela    | Claus Elming            |

Andre medvirkende: 
- Mathias Klenske
- Søren Sætter-Lassen
- Sebastian Jessen
- Jens Jacob Tychsen
- Lars W. Sørensen
- Lars Thiesgaard
- William De Waal
- Asta Petrea N. Dueholm
- Mads Dueholm
- Anders Klindt Lauridsen
- Bjørn Hausted Laursen
- Christian Testmann
- Pernille Steen Kabell
- Signe Allerup
- Jan Tellefsen
- Lene Bækgaard Williams
- Mads Lerager